# Paride Grillo
Paride Grillo (* 23. März 1982 in Varese) ist ein ehemaliger italienischer Radrennfahrer.

## Leben
Paride Grillo ist seit 2005 bei dem Professional Continental Team Ceramiche Panaria-Navigare unter Vertrag. Der Sprinter machte gleich bei seinem ersten Rennen, der Tour de Langkawi, auf sich aufmerksam, er wurde einige Male Zweiter hinter seinem Teamkollegen Graeme Brown. Sogar beim Giro d’Italia wurde er nach vielen guten Platzierungen einmal Etappenzweiter hinter Alessandro Petacchi. Beim Circuit de Lorraine holte er sich dann seinen ersten Etappensieg und auch bei der Dänemark-Rundfahrt war er erfolgreich. In der UCI Europe Tour belegte er am Ende den neunten Rang, in der Oceania Tour sogar den fünften Platz. Im Herbst brach er sich das Handgelenk bei der Lombardei-Rundfahrt. Auch in die Saison 2006 ist Grillo wieder gut gestartet. Bei der Katar-Rundfahrt wurde er einmal Zweiter und einmal Vierter. Auch bei Tirreno–Adriatico schaffte er es auf einen dritten Etappenplatz. Schließlich gewann er in Frankreich das Eintagesrennen Grand Prix de Rennes und kurz darauf je eine Etappe des Circuit Cycliste Sarthe sowie der Brixia Tour. Ende der Saison 2008 beendete er seine Karriere. 2010 kehrte er für eine Saison zurück, ohne größere Erfolge.

## Erfolge
2005
- eine Etappe Circuit de Lorraine
- eine Etappe Dänemark-Rundfahrt

2006
- Grand Prix de Rennes
- eine Etappe Circuit Cycliste Sarthe
- eine Etappe Brixia Tour

2007
- eine Etappe Circuit Cycliste Sarthe
- zwei Etappen Portugal-Rundfahrt

## Teams
- 2005 Ceramiche Panaria-Navigare
- 2006 Ceramiche Panaria-Navigare
- 2007 Ceramiche Panaria-Navigare
- 2008 CSF Group-Navigare (bis 01.09.)

- 2010 CarmioOro-A Style